# Nehemías 6

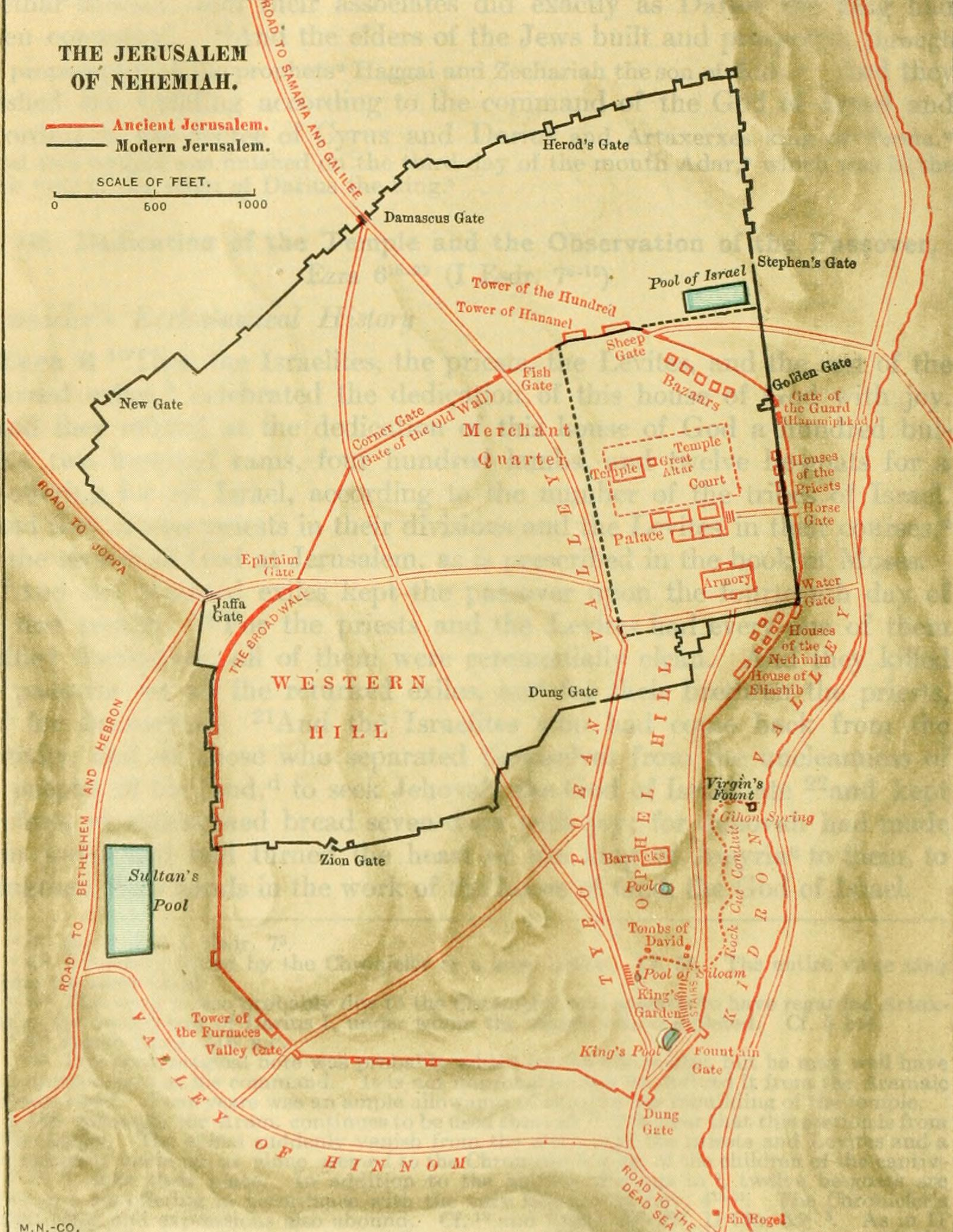
El mapa de Jerusalén en la época de Nehemías. En: «The Student's Old Testament» (1904).

Nehemías 6 es el sexto capítulo del Libro de Nehemías del Antiguo Testamento de la Biblia cristiana, o el capítulo 11 del libro de Esdras-Nehemías en la Biblia hebrea, que trata el libro de Esdras y el libro de Nehemías como un solo libro. La tradición judía afirma que Esdras es el autor de Esdras-Nehemías, así como del Libros de las Crónicas, pero los eruditos modernos generalmente aceptan que un compilador del siglo V a. C. (el llamado «Cronista») es el autor final de estos libros. Este capítulo registra la continua oposición a Nehemías por parte de fuentes tanto externas (Sanbalat, Tobías y sus aliados) como internas (la profetisa Noadías y el resto de los profetas).

## Texto
Este capítulo se divide en 19 Versículos. El texto original de este capítulo está en lengua hebrea.

### Testigos textuales
Algunos de los primeros manuscritos que contienen el texto de este capítulo en Hebreo son del Texto Masorético, entre los que se incluye el Codex Leningradensis (1008).
También existe una traducción al griego koiné conocida como Septuaginta, realizada en los últimos siglos a. C.. Los manuscritos antiguos existentes de la versión Septuaginta incluyen el Codex Vaticanus (B; {\displaystyle {\mathfrak {G}}}B; siglo IV), el Codex Sinaiticus (S; BHK: {\displaystyle {\mathfrak {G}}}S; siglo IV), y Codex Alexandrinus (A; {\displaystyle {\mathfrak {G}}}A; siglo V).

## La pretensión de paz (6:1-4)
Como líder, Nehemías mantiene sus motivos y conducta irreprochables, pero al mismo tiempo, debe entender y tratar sabiamente con la oposición «que busca comprometer la obra de Dios».

### Versículos 1-2
1 Sucedió que cuando Sanbalat, Tobías, Gesem el árabe y el resto de nuestros enemigos se enteraron de que yo había reconstruido el muro y que no quedaban huecos en él (aunque en ese momento no había colgado las puertas en las entradas), 2 Sanbalat y Gesem me enviaron a decir: «Ven, reunámonos en las aldeas de la llanura de Ono». Pero pensaron hacerme daño.
Tobías es descrito como un amonita en Nehemías 4:3
- «Geshem»: o «Gashmu» (véase versículo 6).[12]
- «Entre las aldeas»: o «en Kephirim», ubicación exacta desconocida.[13]

## La trampa de la intimidación (6:5-9)
Sanbalat esperaba que Nehemías siguiera la acción lógica contra los rumores de amenazas, como harían él y sus aliados, es decir, «dados a la ambición, a las maniobras oportunistas y dedicados a la autoconservación», pero Nehemías «se negó a distraerse con la estratagema de la política» y mantuvo su devoción a Dios.

### Versículo 5
Entonces Sanbalat me envió a su criado, como antes, por quinta vez, con una carta abierta en la mano.
Sambalat envió su quinta carta como una «carta abierta», porque es «muy consciente de la posibilidad de que el sentimiento popular respalde la reivindicación de restaurar un Judá independiente», y la utiliza para lanzar una acusación de que Nehemías está patrocinando apoyos proféticos (lo que indica la importancia de la autoridad profética en Esdras-Nehemías).

### Versículo 6
En él estaba escrito: «Se dice entre las naciones, y también lo dice Geshem, que tú y los judíos tenéis la intención de rebelaros; por eso estáis construyendo el muro. Y según estos informes, deseas convertirte en su rey».
- «Guesem»: escrito en hebreo como «Gashmu».[18]

## El señuelo de la seguridad (6:10-14)
En esta sección, Nehemías recuerda que la voluntad de Dios es eterna y tiene primacía sobre cualquier individuo.

### Versículo 10
Entonces fui a la casa de Semaías, hijo de Delaías, hijo de Mehetabel. Estaba confinado en su casa. Dijo: «Fijemos una hora para reunirnos en la casa de Dios, dentro del templo. Cerremos las puertas del templo, porque vienen a matarte. Seguro que vendrán a matarte de noche».
- «Confinado en su casa»: de עָצ֑וּר, «ā-tsūr», «un informante secreto»,[20] o «encerrado» (KJV: «encerrado»), pero no se indica el motivo de su confinamiento, aunque BDB 783 s.v. עָצַר sugiere que «tenía que ver con el cumplimiento de un voto o estaba relacionado con una cuestión de impureza ceremonial».[21]

## Oposición continua (6:15-19)
La construcción de fortificaciones no proporciona una seguridad total, ya que la oposición continúa; los peligros siempre pueden amenazar a la comunidad de fe, pero... el carácter piadoso de la gente es la mayor defensa contra las amenazas.

### Versículo 15
Así que el muro se terminó el veinticinco del mes de Elul, en cincuenta y dos días.
- «Elul»: El mes en el calendario hebreo, que es el mismo que el mes asirio «U-lu-lu» y corresponde a finales de agosto y principios de septiembre en el calendario gregoriano.[25]
- «Cincuenta y dos días» abarcaría un período comprendido entre el 25 de julio y el 15 de septiembre, que puede corresponder al 25 de Elul..[26] La Biblia de Jerusalén sugiere que la fecha de finalización pudo haber sido principios de octubre del 445 a. C.[27]

### Versículo 17
Además, en aquellos días los nobles de Judá enviaron muchas cartas a Tobías, y las cartas de Tobías les llegaron.
- «Los nobles» (del hebreo: חֹרֵ֤י, ḥō-rê) [29] eran los líderes de los judíos; continuaron manteniendo correspondencia con Tobías, aparentemente porque había matrimonios mixtos con la familia de Tobías. Tobías sigue siendo una amenaza, ya que está estrechamente relacionado con las personas con las que Nehemías debe tratar más adelante (véase Nehemías 13).[16]

### Versículo 19
Además, me informaban de sus buenas acciones y luego le contaban lo que yo decía. Y Tobías envió cartas para intimidarme.
Los nobles de Judá actuaron como intermediarios: «se esforzaron por convencer a Nehemías de que las profesiones de buena voluntad de Tobías eran sinceras... y, por otro lado, comunicaron a Tobías todo lo que Nehemías decía y hacía». El comentarista anglicano H. E. Ryl sugiere que su objetivo era proporcionar a Tobías «material para presentar cargos contra Nehemías ante el rey persa, o para calumniar al pueblo judío».
Véase también
- Jerusalén
- Profetisa
- Partes relacionadas de la Biblia: Nehemías 2, Nehemías 13

## Lecturas complementarias
- Blenkinsopp, Joseph, "Ezra-Nehemiah: A Commentary" (Eerdmans, 1988)
- Blenkinsopp, Joseph, "Judaism, the first phase" (Eerdmans, 2009)
- Coggins, R.J., "The Books of Ezra and Nehemiah" (Cambridge University Press, 1976)
- Ecker, Ronald L., "Ezra and Nehemiah", Ecker's Biblical Web Pages, 2007.
- Grabbe, L.L., "Ezra-Nehemiah" (Routledge, 1998)
- Grabbe, L.L., "A history of the Jews and Judaism in the Second Temple Period, Volume 1" (T&T Clark, 2004)
- Throntveit, Mark A. (1992) "Ezra-Nehemiah". John Knox Press